# Orde d'Isabel la Catòlica

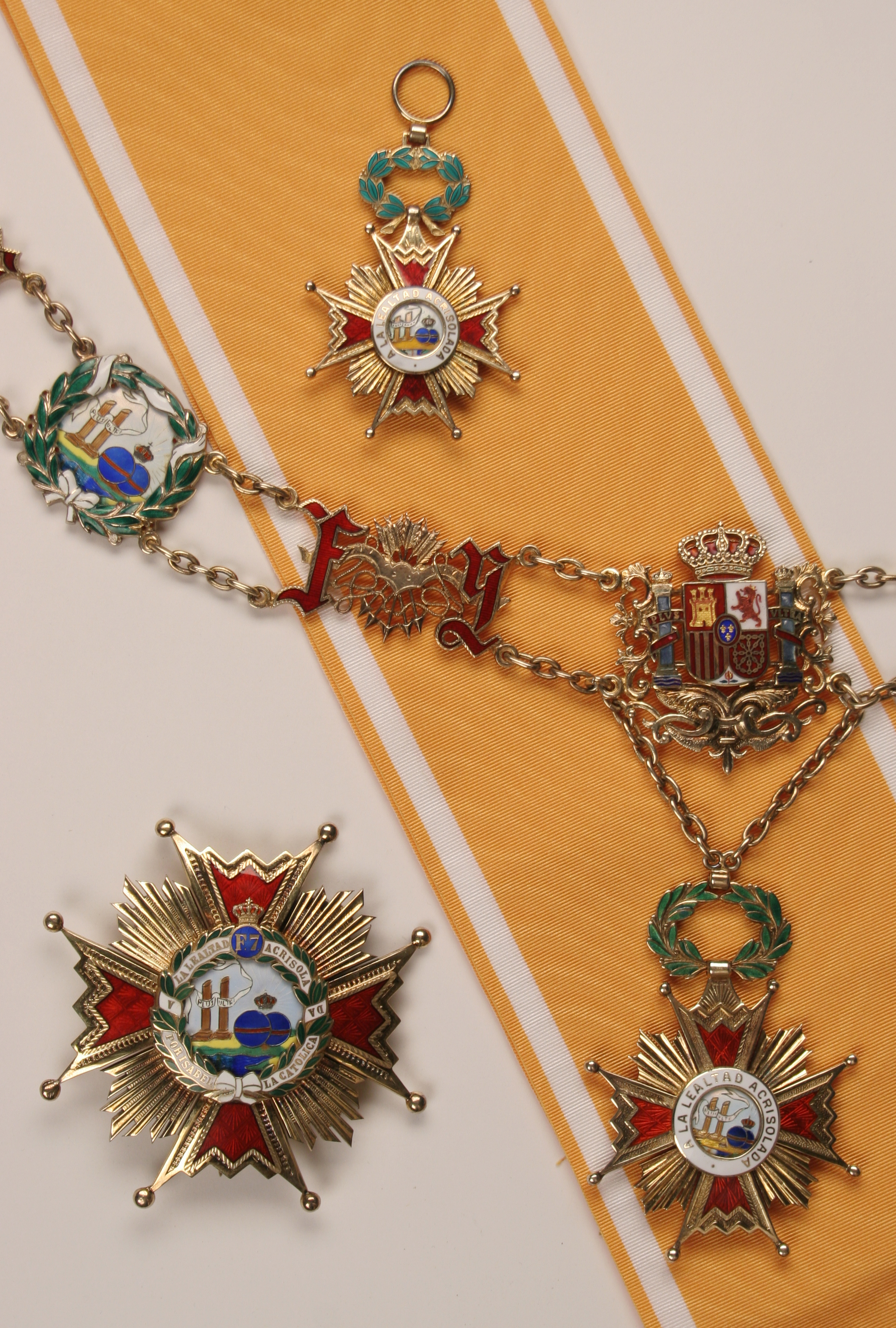
La Insígnia, Gran Creu i Estrella de l'Orde

L'Orde d'Isabel la Catòlica és un orde civil espanyol atorgat en reconeixement dels serveis en benefici del país. L'orde no és exclusiu per als espanyols, i molts estrangers l'han rebut.
L'orde va ser creat el 14 de març de 1815 pel rei Ferran VII en honor de la Reina Isabel I de Castella amb el nom de Reial i Americana Orde d'Isabel la Catòlica, amb la intenció de recompensar la lleialtat a Espanya i els mèrits ciutadans i estrangers en bé de la Nació i molt especialment en aquells serveis excepcionals fets en favor de la prosperitat dels territoris americans i ultramarins. L'orde va ser reorganitzat mitjançant un reial decret el 26 de juliol de 1847 com a Reial Orde d'Isabel la Catòlica, amb un focus més ample cap a les Amèriques.

## Oficials i graus

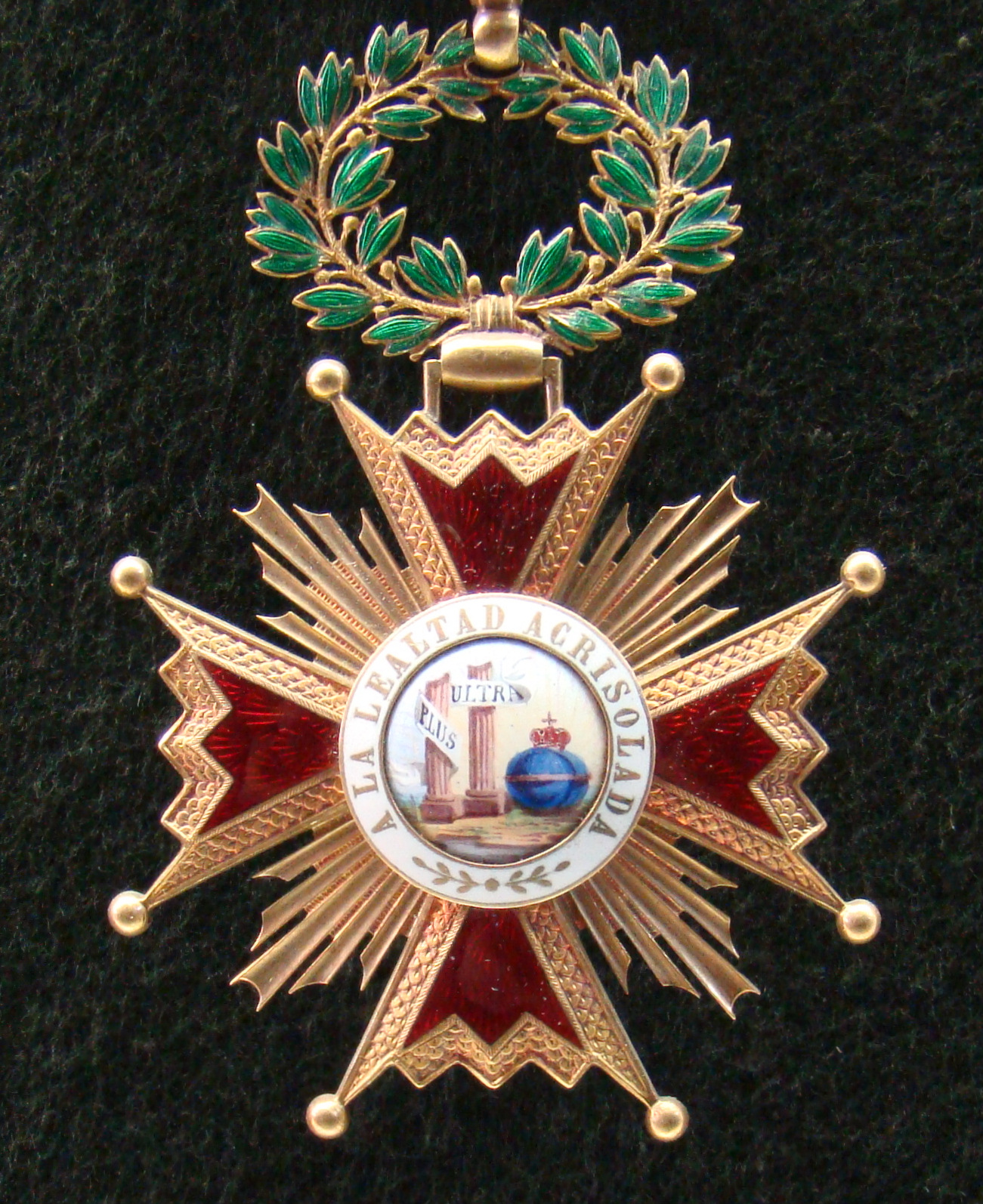
Insígnia de Comanador

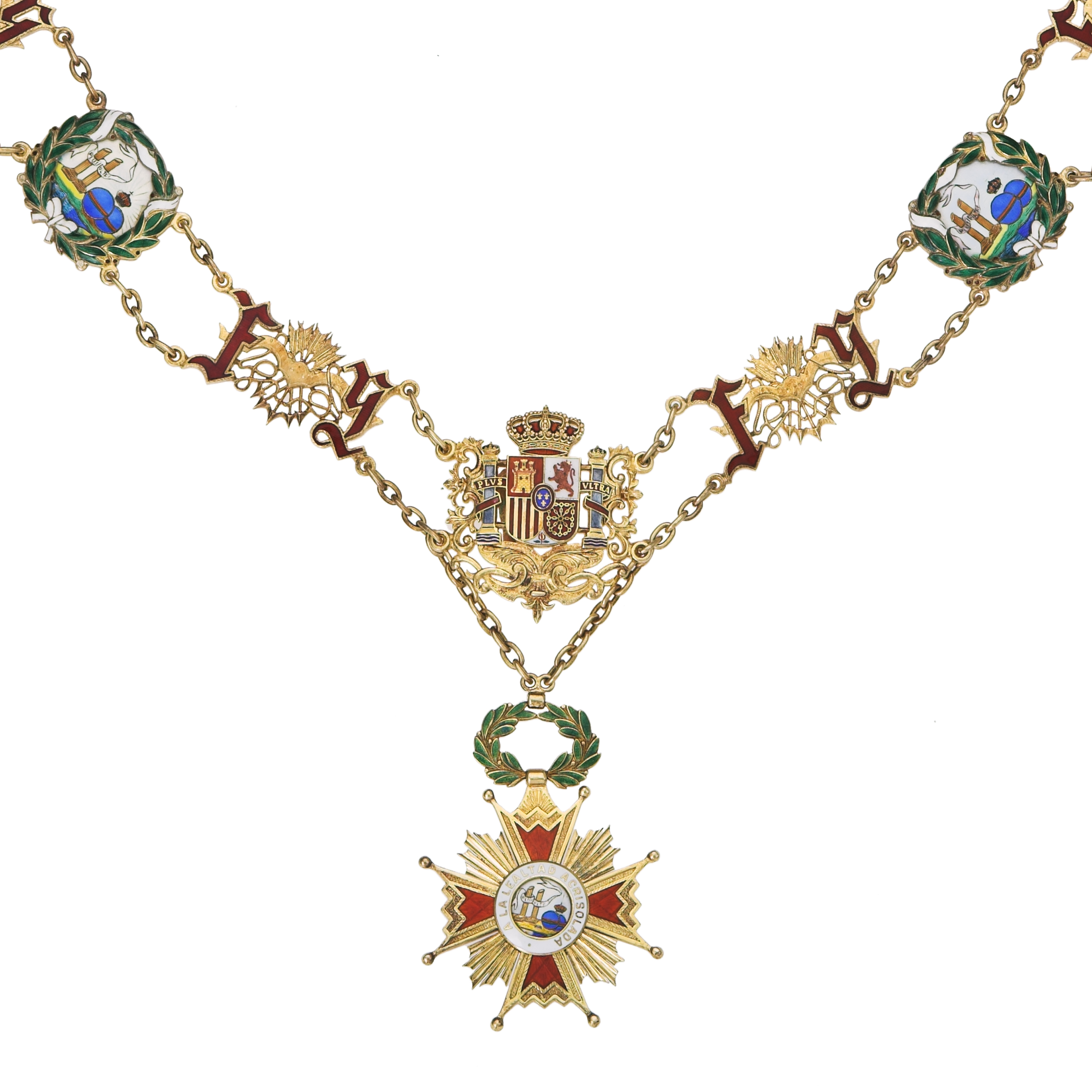
Collar de l'orde.

El rei d'Espanya és el Gran Mestre de l'Orde. El Canceller de l'Orde és el Ministre d'Afers Exteriors. Totes les concessions de l'orde han d'estar signades per tots dos.
Els graus de l'orde són:
- Primera Classe:

-  Cavaller del Collar (Caballeros del Collar) (limitat a 25 persones)
-  Cavaller Gran Creu (Caballeros Gran Cruz) (limitat a 500 persones)

- Segona Classe:

-  Comanador per nombre (Encomienda de Número) (limitat a 800 persones)
-  Comanador (Encomienda)

- Tercera Classe:c

-  Creu d'Oficial (Cruz de Oficial)

- Quarta Classe:

-  Creu de Cavaller (Cruz de Caballeros)

- Cinquena Classe:

-  Creu de Plata (Cruz de Plata)

- Sisena Classe:

-  Medalla de Plata (Medalla de Plata)
-  Medalla de Bronze (Medalla de Bronce)

Els estatuts originals de l'orde de 24 de març de 1815 establien l'orde en 3 classes. L'estructura de l'orde ha variat en diverses ocasions des de llavors. El següent és un sumari de la història dels diversos graus i medalles de l'orde:
- Cavaller del Collar (Caballeros del Collar) – Establerta el 22 de juny de 1927.
- Cavaller Gran Creu (Caballeros Gran Cruz) – Establerta el 24 de març de 1815.
- Cavaller de Primera Classe (Caballeros de Primera Clase) – Establerta el 24 de març de 1815, reanomenada Comanador (Encomienda) el 24 de juliol de 1815.
- Oficial (Oficial) – Establerta el 10 d'octubre de 1931, abolida el 15 de juny de 1938 i restaurada el 5 de juny de 1971.
- Cavaller de Segona Classe (Caballeros de Segunda Clase) – Establerta el 24 de març de 1815, reanomenada Cavaller (Caballeros) el 24 de juliol de 1815.
- Creu de Plata (Cruz de Plata) – Establerta el 16 de març de 1903 per recompensar els oficials civils i de palau.
- Medalla d'Or Llorejada (Medalla de Oro pero Laureada) – Establerta el 24 de juliol de 1815 per recompensar sots-oficials i tropa europeus. Posteriorment abolida.
- Medalla d'Or (Medalla de Oro) – Establerta el 24 de juliol de 1815 per recompensar els 'nadius' no europeus. Posteriorment abolida.
- Medalla de Plata (Medalla de Plata) – Establerta el 15 d'abril de 1907 per recompensar als sots-oficials i als funcionaris inferiors.
- Medalla de Bronze (Medalla de Bronce) – Establerta el 15 d'abril de 1907 per recompensar als sots-oficials i als funcionaris inferiors.[3]

Les dones rebien el títol de Dama en lloc del de cavaller.
En cas que sigui conferida a una persona jurídica, es concedeix la Corbata o la Placa d'Honor.

## La insígnia
La insígnia és una creu esmaltada en vermell amb les vores en or. Les puntes de la creu llueixen petites boles d'or. Al centre del medalló hi ha un escut esmaltat amb dues boles del món en blau, unides amb una cinta vermella i amb una corona reial al damunt. A la dreta hi ha les columnes d'Hèrcules amb una banda amb la inscripció "Plus Ultra". Està envoltada per un anell en esmalt blanc amb la inscripció en daurat "A la Lealtad Acrisolada" (A la Lleialtat Provada) i "Por Isabel la Católica" (Per Isabel la Catòlica). Al damunt de la creu hi ha una corona de llorer en esmalt verd.
La medalla és circular, amb la creu en relleu.
L'estrella de l'orde és la creu de l'orde, sense la corona de llorer i amb un medalló en esmalt blau amb les inicials del fundador, "FR". Els comanadors de l'orde llueixen la insígnia penjant del coll.
El galó és groc amb una franja central blanca.
| Insígnies        |                                          |                       |                                           |               |                                       |
| Collar           | Creu del Collar                          | Gran Creu             | Comanador per Nombre                      | Comanador     | Comanador Llaç de Dama                |
| Collar           | Creu del Collar                          | Gran Creu             | Comanador per Nombre                      | Comanador     | Comanador Llaç de Dama (opcional)     |
| Creu d'Oficial   | OficialLlaç de Dama (Opcional)           | Creu de Cavaller/Dama | CreuLlaç de Dama (Opcional)               | Creu de Plata | Creu de PlataLlaç de Dama (Opcional)  |
| Creu d'Oficial   | Oficial Llaç de Dama (Opcional)          | Creu de Cavaller/Dama | Creu Llaç de Dama (Opcional)              | Creu de Plata | Creu de Plata Llaç de Dama (Opcional) |
| Medalla de Plata | Medalla de PlataLlaç de Dama (Opcional)  | Medalla de Bronze     | Medalla de BronzeLlaç de Dama (Opcional)  |               |                                       |
| Medalla de Plata | Medalla de Plata Llaç de Dama (Opcional) | Medalla de Bronze     | Medalla de Bronze Llaç de Dama (Opcional) |               |                                       |